# Pristimantis euphronides
Pristimantis euphronides là một loài động vật lưỡng cư trong họ Strabomantidae, thuộc bộ Anura. Loài này được Schwartz mô tả khoa học đầu tiên năm 1967. Chúng là loài đặc hữu của Grenada, một hòn đảo ở vùng Caribe Tiểu Antilles. Loài này đang bị đe dọa do mất môi trường sống.
Loài này phân bố hạn chế ở trung và đông nam Grenada, ở độ cao khoảng 300 – 840 m. Các môi trường sống tự nhiên của chúng là các khu rừng ẩm ướt đất thấp nhiệt đới hoặc cận nhiệt đới và vùng đồng cỏ.